# Conistra fragariae
Conistra fragariae är en fjärilsart som beskrevs av Eugen Johann Christoph Esper 1789. Conistra fragariae ingår i släktet Conistra och familjen nattflyn. Inga underarter finns listade i Catalogue of Life.